# ممثل بلباس امرأة

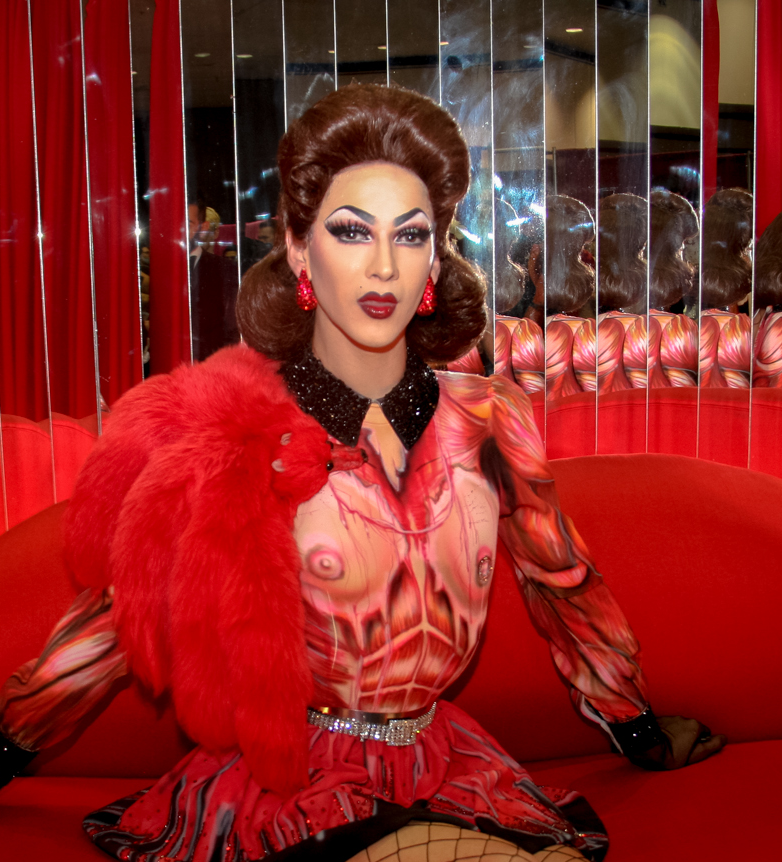
الدراق كوين ڤايليت تشاتشكي الفائزة في روبول دراق ريس في موسمه السابع في ابريل 2017

الدراق كوين (بالإنجليزية: Drag Queen)‏ هم في الغالب من الرجال يرتدون الملابس النسائية ويتصرفون بإنوثة مبالغ فيها وفي أدوار نسائية لغرض الترفيه والتأثير الدرامي الكوميدي الساخر ويستعمل هذا الفن عادة في الكوميديا. برز الدراق سنة 1870 ويرتبط ارتباط وثيق مع المثليين وثقافة المثليين عموماً. هناك العديد من الأسباب التي تجذب الناس إلى الدراق منها التعبير عن الذات إلى الترفيه والعروض الفنية. يمكن أن تتضمن أنشطة الدراق على المسرح من تمثيل إلى الرقص إلى غناء مباشر أو لغناء مع تزامن الشفاه وغالباً ماتكون جميعها في قالب كوميدي.
ويمكن أن تستغرق عملية الدخول إلى الدراق لساعات وقد تهدف الدراق كوين إلى أسلوب معين أو انطباع ورسالة معينة بمظهرها حيث يعتبر الشعر والمكياج والملابس أهم أساسيات الدراق حيث تميل الدراق كوين إلى البحث عن مظهر مبالغ به بكثير من المكياج أكثر من المرأة الطبيعية. هناك من يمارس الدراق للتعبير عن الذات وهناك من يمارس الدراق للحصول على المال ويمتهنه بالخروج إلى الحانات والنوادي الليلية وإقامة عروض دراق وهناك أيضاً من يمارسه كهوايه فقط.
إن الدراق كوينز عادةً ما يكونون رجال، ولكن هناك دراق كوينز من جميع التوجهات الجنسية والجنسين فـ فن الدراق متاح للجميع بما في ذلك النساء العابرات اللواتي يعملن كـ دراق كوين  (يسمون احياناً كوينز العبر) مثل مونيكا بيفرلي هيلز وبيبرمينت. النساء اللاتي يرتدين ملابس ذكورية بشكل مبالغ فيه. يطلق عليهم دراق كينج.

## في العالم العربي
مثل الممثل السعودي ناصر القصبي دور شخصية أنثوية تدعى «سوزان» في حلقة «سوزان والأعمش» في مسلسله طاش ما طاش، وتعرض لعدة انتقادات بعدها.